# Витанович Ілля
Ілля́ Витано́вич (9 серпня 1899, м. Бурштин — 30 грудня 1973, Нью-Йорк) — український економіст, історик українського кооперативного руху. Дійсний член НТШ.

## Життєпис
Народився в Бурштині 9 серпня 1899 року у малоземельній родині. Після закінчення школи у своєму місті, продовжує навчання в Рогатинській гімназії товариства «Рідна школа». Був активним учасником товариства «Молода Січ», стрілецьких курсів. Згодом навчається у Львові.
У січні 1917 року Витановича призвано до австрійської армії і відправлено на Східний фронт. Восени 1918 року через тяжку хворобу повертається до Львова, де приєднується до УГА у обороні Львова від польських військ. Згодом, незважаючи на тиф, разом із стрільцями увесь час перебуває на фронті.
Вчився в Українському таємному університеті, 1923 року вступив до Львівського університету. 1930 року захистив докторську дисертацію, однак у державних закладах його як українця до праці не допускали. Все ж він розгорнув надзвичайно активну педагогічну і наукову роботу, яку поєднував з діяльністю у сфері української кооперації.
Опублікував статті про братів Симиренків, працю про Володимира Навроцького, статті про Василя Нагірного, громадських діячів Євгена Олесницького, Остапа Луцького, Андрія Жука. Написав «Кооперативні праці і господарські можливості», «Кооперація на межі поступу і традицій», «На порозі новітнього українства». Був відомим у Львові громадським діячем, просвітянином, брав участь у роботі багатьох громадських організацій, виступав з доповідями на соціально-політичні та економічно-політичні теми.
1938 року його було призначено директором кооперативного ліцею.
Виїхав зі Львова 1939, перебував у Кракові до 1941. 1944 року Витановичу довелося емігрувати, до 1949 проживає в Німеччині — професор модерної історії УВУ, історії народного господарства, кооперації й історії соціально-економічних ідей Українського Технічно-господарського інституту та Української Високої Економічної Школи у Гегенбурзі та Мюнхені.
З 1949 року — у США, пише нариси, присвячені Костю Паньківському. У Нью-Йорку написані праці «Історія українського кооперативного руху» (1964), «Уваги до методології й історіографії М. Грушевського» (1966), «Аграрна політика українських урядів 1917—1920» (1968).
За своє життя написав близько 2800 наукових праць з історії та теорії кооперативного руху в Україні. Ілля Витанович був одним із засновників Українського історичного товариства, один із авторів десятитомної Енциклопедії українознавства.
Дружина — Дарія Наталія Гриневичівна, донька Катрі Гриневичевої.
Помер 30 грудня 1973 в Нью-Йорку.

## Творчий доробок
- Витанович І. Історія українського кооперативного руху. — Нью-Йорк, 1964.
- Витанович І. Ревізійний Союз Українських Кооператив // Енциклопедія українознавства : Словникова частина : [в 11 т.] / Наукове товариство імені Шевченка ; гол. ред. проф., д-р Володимир Кубійович. — Париж ; Нью-Йорк : Молоде життя ; Львів ; Київ : Глобус, 1955—2003. — Т. 7. — 2476—2478.